# Ураган (операция)
Операция „Ураган“ (на английски: Operation Hurricane) е първият ядрен опит на Великобритания, извършен на 3 октомври 1952 г. край островите Монтебело, Западна Австралия.
Оръжието е било копие на американската бомба „Дебелака“, хвърлена над Нагасаки през 1945 г. По-голямата част от плутония за бомбата е произведен в Уиндскейл (сега Селафийлд), Северозападна Англия. Производството там обаче не е било достатъчно бомбата да бъде завършена преди крайния срок – 1 август 1952, и се е наложило внасянето на плутоний от Канада.
Бомбата е монтирана на речна фрегата, за да се изяснят ефектите от взривно атомно устройство, пренесено с кораб – една от големите тревоги на Британската армия по това време. Фрегатата е била закотвена на 350 метра от брега. Взривът е станал на 2,7 метра под водата и оставя кратер с дълбочина 6 метра и диаметър 300 метра на морското дъно.

## Външни препртаки
- ((en)) AWE Страница посветена на Операция Ураган Архив на оригинала от 2007-09-28 в Wayback Machine.
- ((en)) Британски ядрени оръжия, тествани в Австралия Архив на оригинала от 2016-01-17 в Wayback Machine.